# سام هزلدين
سام هزلدين (بالإنجليزية: Sam Hazeldine)‏ هو ممثل بريطاني، ولد في 29 مارس 1972 في المملكة المتحدة.

## أعمال

### أفلام
- (2004)  على حافة المنطق[6]
- (2010) الرجل الذئب[7]
- (2012) الغراب
- (2014) '71
- (2014) رجال الآثار[8][9]
- (2016)  القيامة[10]
- (2016) غريمسبي[11]
- (2017) الحارس الشخصي لقاتل محترف[12]

### مسلسلات
- بيكي بلايندرز
- سقوط الفارس

## وصلات خارجية
- سام هزلدين على موقع IMDb (الإنجليزية)
- سام هزلدين على موقع ألو سيني (الفرنسية)
- سام هزلدين على موقع ميوزك برينز (الإنجليزية)
- سام هزلدين على موقع ديسكوغز (الإنجليزية)
- سام هزلدين على موقع قاعدة بيانات الفيلم (الإنجليزية)